# Marc Basseng

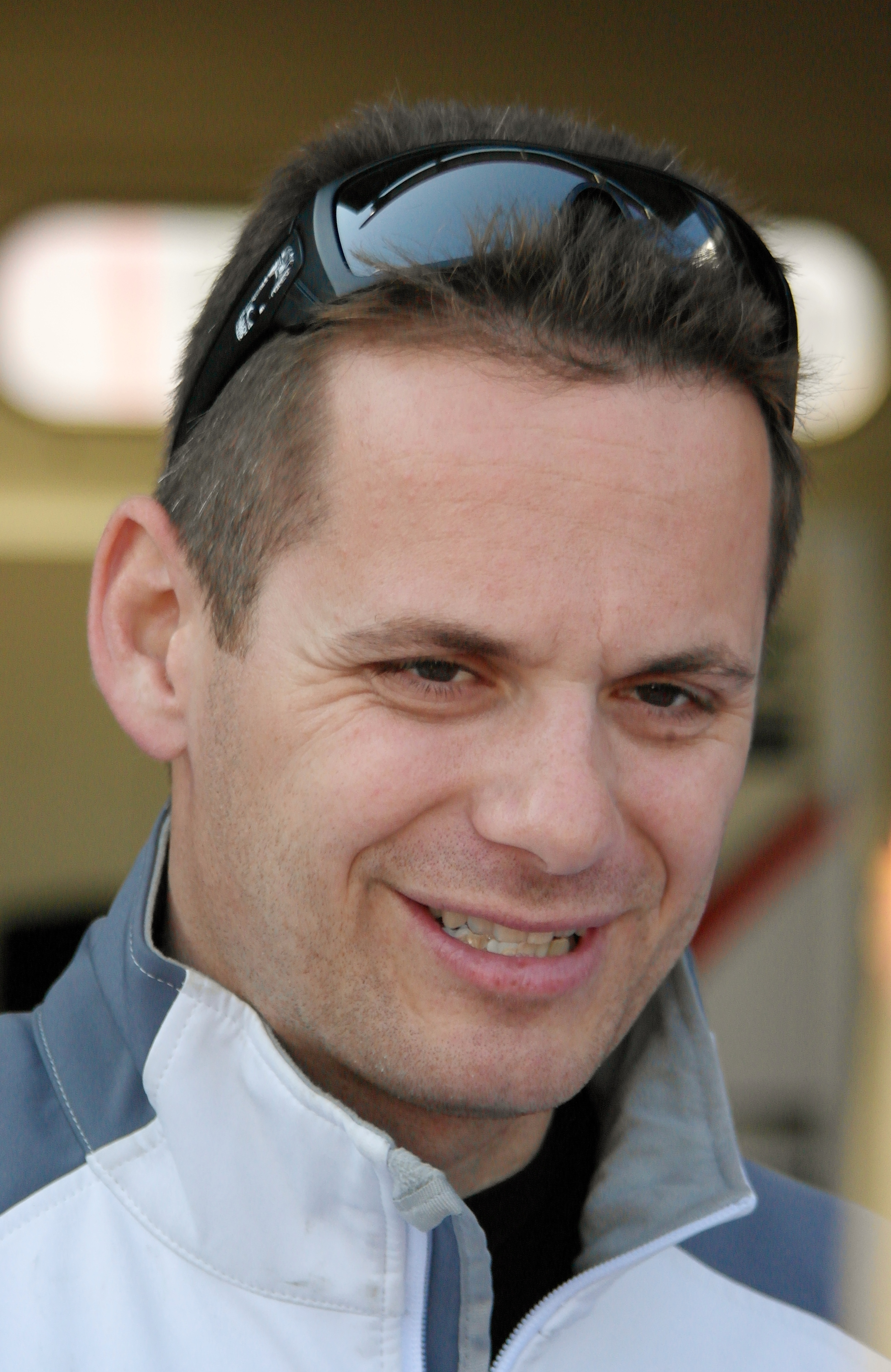
Marc Basseng (2014)

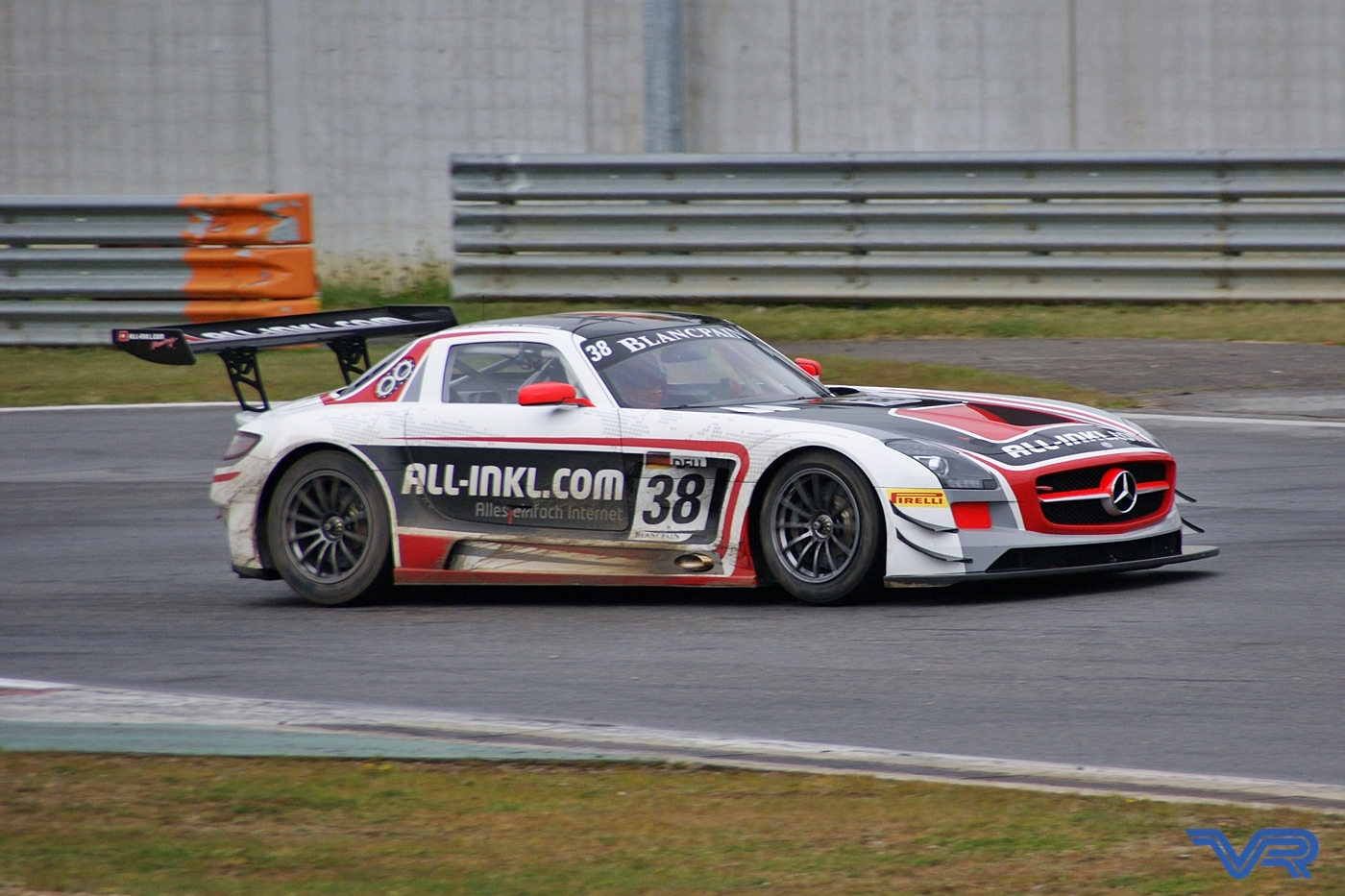
Der von Marc Basseng gefahrene Mercedes-Benz SLS AMG GT3 2012 in Zolder

Marc Basseng (* 12. Dezember 1978 in Engelskirchen) ist ein deutscher Automobilrennfahrer. 2012 gewann er zusammen mit Markus Winkelhock die FIA-GT1-Weltmeisterschaft.

## Karriere

### Ab 1993
Basseng begann seine Motorsportkarriere 1993 im Kartsport. Zwei Jahre später wurde er DMV-Landesmeister Nord und fuhr seine ersten vier Rennen in der Formel Junior. Im Jahr darauf bestritt er eine volle Saison und beendete diese auf dem achten Platz in der Gesamtwertung. 1997 startete er im UPS-Porsche-Junior-Team im Porsche Carrera Cup Deutschland, in dem er am Ende der Saison den zehnten Platz belegte. Außerdem war er bei vier Läufen des Porsche Supercup am Start. 1998 fuhr er für dasselbe Team erneut im Porsche Carrera Cup und bei einigen Rennen im Porsche Supercup. Beim Rennen auf der AVUS konnte er seinen ersten Sieg im Carrera Cup feiern und schloss die Saison auf dem dritten Meisterschaftsplatz ab. Darüber hinaus nahm er in einem Porsche 993 Cup RSR am 24-Stunden-Rennen von Daytona teil. 1999 hatte Basseng kein festes Cockpit. Er startete bei einigen Rennen im Carrera Cup und Supercup sowie im Ford Puma Cup. Zudem war er in einem BMW 318i bei einem Lauf der BFGoodrich Langstreckenmeisterschaft am Start.

### 2000–2005
Nach einer vollen Saison im Puma Cup 2000 belegte er den siebten Meisterschaftsplatz und Platz vier in der Juniorwertung. Im gleichen Jahr folgte seine erste Teilnahme beim 24-Stunden-Rennen auf dem Nürburgring, welches er in einem Ford Puma auf dem 42. Gesamtplatz und auf dem vierten Platz in der Klasse beendete. 2001 stieg Basseng in die Renault Clio V6 Trophy ein, in welcher er Platz sechs in der Gesamtwertung erzielte und in der Juniorwertung siegte. Als Fahrer und Team-Manager von RS-Line Motorsport schaffte er es in der Clio V6 Trophy 2002 auf den dritten Meisterschaftsplatz. In einem Ford Puma fuhr er beim 24-Stunden-Rennen auf dem Nürburgring auf Platz 16 und holte sich den Klassensieg. Nach seinem Wechsel in die Renault Clio Speed Trophy wurde er 2003 mit drei Siegen Meister dieser Serie. In einem Honda Civic Type R startete er zudem erneut beim 24-Stunden-Rennen auf dem Nürburgring.
Ab 2004 bestritt er für Land Motorsport auf einem, von der Firma Bilstein gesponserten, Porsche 996 GT3 RSR die BFGoodrich Langstreckenmeisterschaft und das 24-Stunden-Rennen auf dem Nürburgring. In der BFGoodrich Langstreckenmeisterschaft gelangen ihm in seiner ersten kompletten Saison bereits zwei Gesamtsiege, 2005 vier und 2006 sogar fünf.

### 2006–2009
2006 nahm er außerdem neben dem 24-Stunden-Rennen auf dem Nürburgring in einem Porsche 997 GT3 Cup auch am 24-Stunden-Rennen von Daytona teil, welches er auf dem fünften Platz in der GT-Wertung beendete. Er war ebenfalls bei einem Lauf der BelCar in Zolder am Start und holte den Klassensieg. Einen weiteren Einsatz hatte er in der Le Mans Series beim 1000-km-Rennen auf dem Nürburgring. Als Gaststarter nahm er zudem beim Lauf des Porsche Carrera Cups in Zandvoort teil. 2007 siegte er bei fünf Rennen der BFGoodrich Langstreckenmeisterschaft. Das 24-Stunden-Rennen auf dem Nürburgring beendete er auf Platz drei; beim 24-Stunden-Rennen von Daytona gelang ihm nun der Klassensieg. Außerdem fuhr er zwei Rennen in der FIA-GT-Meisterschaft, zwei Rennen in der Le Mans Series, ein Rennen in der American Le Mans Series und war auch bei einigen Läufen des Porsche Supercups am Start.
2008 startete er nun auf einem Porsche 997 GT3 RSR in der BFGoodrich Langstreckenmeisterschaft und siegte bei drei Rennen. In einem Porsche 997 GT3 Cup S fuhr er bei den Läufen der ADAC GT Masters auf dem Norisring zunächst auf den dritten Platz und siegte dann im zweiten Lauf. Das 24-Stunden-Rennen von Spa-Francorchamps beendete er mit dem G3-Klassensieg. In der American Le Mans Series bestritt Basseng 2008 ebenfalls einige Rennen. Weitere Einsätze hatte er beim 24-Stunden-Rennen auf dem Nürburgring, beim 24-Stunden-Rennen von Daytona, in der FIA GT3-Europameisterschaft und in der Grand-Am.
Im Jahre 2009 bestritt Basseng in einem Audi R8 LMS von Phoenix Racing das 24-Stunden-Rennen auf dem Nürburgring und belegte. Nachdem sein Team lange Zeit in Führung gelegen war, fiel es mit technischen Problemen auf Platz fünf zurück. Somit konnte Basseng das Rennen erneut nicht gewinnen, obwohl er seit 2004 stets in einem siegfähigen Fahrzeug saß, jedoch die Technik immer wieder streikte. Bei den 24 Stunden von Spa wurde Basseng mit dem Audi R8 LMS Dritter der Gesamtwertung und konnte erneut den Klassensieg in der G3 einfahren.

### 2010–2012: Teammanager bei Münnich Motorsport
2010 wurde Marc Basseng Teammanager und Fahrer bei Münnich Motorsport und kümmerte sich um die Einsätze in der FIA-GT1-Weltmeisterschaft. Beim 24-Stunden-Rennen auf dem Nürburgring hatte er auch in diesem Jahr kein Glück, er musste einem Konkurrenten ausweichen und beschädigte dabei die Ölwanne des Audi R8 LMS des Phoenix-Teams, was einen Motorschaden zur Folge hatte. 2011 koordinierte er bei Münnich Motorsport erneut die Einsätze der Lamborghinis in der GT1-Weltmeisterschaft. Beim ersten Meisterschaftsrennen mit seinem neuen Teamkollegen Markus Winkelhock erreichten sie den dritten Platz. In Zolder gewann das Duo beide Rennen, in Navarra gelang Münnich Motorsport in beiden Läufen jeweils ein Doppelsieg, wobei Basseng und Winkelhock im Qualifikationsrennen siegreich waren. In der Fahrerwertung belegten er und sein Teamkollege am Ende Platz fünf. Beim 12-Stunden-Rennen von Bathurst siegte er mit seinen Teamkollegen Christopher Mies und Darryl O’Young auf einem von Team Joest eingesetzten Audi R8 LMS; beim 24-Stunden-Rennen am Nürburgring belegte er mit Marcel Fässler und Frank Stippler auf einem von Audi Sport Team Phoenix eingesetzten Audi R8 LMS den dritten Gesamtrang und gewann dabei die Klasse SP9 GT3. Außerdem erreichte er beim letzten Lauf der VLN 2011 auf einem Audi R8 LMS mit den Teamkollegen Michael Ammermüller und Christopher Mies seinen 22. Gesamtsieg in dieser Serie.
Münnich Motorsport wechselte Anfang des Jahres 2012 auf den Mercedes AMG SLS GT3, da die Meisterschaft ab 2012 mit modifizierten GT3 Autos ausgetragen wurde. Marc Basseng und Markus Winkelhock gelang es, bei allen Rennen zu punkten außer beim letzten Lauf in Donington. Das Duo sicherte sich die Meisterschaft mit nur einem Punkt Vorsprung. Münnich Motorsport sicherte sich mit deutlichen Vorsprung auch den Teamtitel in der FIA GT1 Weltmeisterschaft. Nach drei Jahren in der GT1-WM, wo man als Newcomer 2010 angefangen hatte, holte man im dritten Jahr somit beide Meisterschaften nach Sachsen. Beim vierten Versuch mit Audi konnte Basseng das 24-Stunden-Rennen am Nürburgring gewinnen. Wie die Jahre zuvor fuhr er für das Team Phoenix auf einem Audi R8 LMS. Mit seinen Teamkollegen Frank Stippler, Christopher Haase und Markus Winkelhock fuhr er zum Sieg.
2013 wechselte Münnich Motorsport in die FIA WTCC und fuhr mit drei Seat Leon. Im zweiten Rennen der Saison belegte Basseng den vierten Platz hinter Gabriele Tarquini im Regenrennen von Monza. Im achten Rennen der Saison feierte das Team den ersten Laufsieg durch Rob Huff in Budapest. Im Laufe der Saison folgten noch einige Podestplatzierungen durch Rob Huff.

### Seit 2014: Audi-Werksfahrer
Basseng konzentrierte sich 2014 wieder ausschließlich auf seine Fahrerkarriere und startete für Audi als Werksfahrer in verschiedenen Serien. In der Blancpain Sprint Series mit Phoenix und in der Blancpain Endurance Series mit WRT. Die 24h von Daytona und 12h in Sebring jeweils mit GMG und das 24h-Rennen von Spa mit I.S.R. Weitere Rennen in der VLN mit Phoenix plus das 24h-Rennen am Nürburgring. In der Blancpain Sprint Serie gewann er Basseng mit seinem Teamkollegen Alessandro Latif die Pro Am Category 2014.
2015 startete er in der GT Masters für das Team KFZTeile24 MS Racing als Teamkollege von Florian Stoll. Das Duo war die erfolgreichste Audi-Besatzung auf einem GT3 LMS (Meisterschaft Platz 6). Den beiden Teamkollegen gelang ein Sieg am Nürburgring, ein zweiter Platz in Zandvoort und ein dritter Platz in SPA. Für Sainteloc fuhr Marc Basseng in der Blancpain Endurance Series in Silverstone und bei den 24h von SPA. Beim 24h-Rennen am Nürburgring startete Basseng für das Team Phoenix, nach einem unverschuldeten Unfall durch einen Teamkollegen war das Rennen früh beendet.
2016 startete Basseng als Audi-Werksfahrer in der GT Masters für das Team Land Motorsport. Beim Auftakt kam er mit seinem Teamkollegen als dritter auf das Podium. Mit Land Motorsport fuhr Basseng auch in der VLN und holte bei VLN I die Poleposition. Beim 24h-Rennen wurde der Land Audi durch einen unverschuldeten Unfall am frühen Morgen aus dem Rennen gerissen. Im Laufe der Saison fuhr Basseng noch für Yacco Racing und CarColection in der GT Masters. Mit CarColection fuhr Basseng auch noch die Creventic Serie in Zandvoort, PaulRicard und Barcelona. Bei den 24h von Daytona fuhr er für Konrad Motorsport und wurde Fünfter.

### VLN-Langstreckenmeisterschaft
Marc Basseng fährt seit 2004 in der VLN Langstreckenmeisterschaft Nürburgring und hat bis zum Ende der Saison 2016 bei 92 Rennen 26 Gesamtsiege gefeiert. Insgesamt stand er 43 mal auf dem Podium.

## Trivia
Marc Basseng war ab 2003 als Co-Kommentator für Sky (ehemals Premiere) tätig und kommentierte bislang unter anderem den Porsche Carrera Cup, den Porsche Supercup, Seat Cup, und die GP2-Serie.

## Statistik

### Sebring-Ergebnisse
| Jahr | Team                    | Fahrzeug            | Teamkollege      | Teamkollege    | Platzierung | Ausfallgrund |
| ---- | ----------------------- | ------------------- | ---------------- | -------------- | ----------- | ------------ |
| 2007 | Team Trans Sport Racing | Porsche 997 GT3 RSR | Terry Borcheller | Tim Pappas     | Ausfall     | Aufhängung   |
| 2008 | Farnbacher Loles        | Porsche 997 GT3 RSR | Dirk Werner      | Bryce Miller   | Ausfall     | Unfall       |
| 2014 | GMG Racing              | Audi R8 LMS ultra   | Alex Welch       | James Sofronas | Rang 36     |              |